# 70-й пушечный артиллерийский полк
70-й пушечный артиллерийский Новгородский полк, он же 70-й гаубичный артиллерийский полк, 70-й армейский пушечный артиллерийский полк — воинская часть Вооружённых Сил СССР в Великой Отечественной войне.

## История формирования
Сформирован в июне 1938 года на Дальнем Востоке в составе 92-й стрелковой дивизии в связи с переходом на новые штаты как 92-й гаубичный артиллерийский полк, в ноябре 1939 года сменил нумерацию и стал 70-м гаубичным артиллерийским полком. На вооружении полка находились 152-мм гаубицы-пушки МЛ-20 на механической тяге (трактор «Сталинец»)
На 22 июня 1941 года находился на Дальнем Востоке, на станции Шкотово 15 октября 1941 года начала погрузку в эшелоны и в составе дивизии начал переброску в район Тихвина

## Боевой путь
В действующей армии с 30 октября 1941 года по 9 мая 1945 года.
3 ноября 1941 года прибыл к Тихвину, разгрузился на станции Тальцы и с колёс вступил в бой с 20-й моторизованной дивизией за деревню Петровское. В течение ноября-декабря 1941 года ведёт бои, поддерживая стрелковые полки 92-й стрелковой дивизии.
7 января 1942 года из состава дивизии изъят и передан в 59-ю армию, обеспечивает огнём действия частей армии в Любанской операции близ Лезно, Спасской Полисти. Летом 1942 года участвует в боях в ликвидации немецких Грузинского и Киришского плацдармов. В августе 1942 года переброшен в район Синявино, где принимает участие в Синявинской операции. В феврале 1943 года передавался в 54-ю армию для поддержки в ходе Красноборско-Смердынской операции, в марте 1943 года возвращён в 8-ю армию, в составе которой принимает участие в Мгинско-Шапкинской операции (март 1943) и Мгинской операции (июль-август 1943)
В октябре 1943 года переброшен к Новгороду, был передан в 59-ю армию. В ходе Новгородско-Лужской операции ведёт обстрел позиций, укреплений, скоплений пехоты, артиллерийских батарей близ Новгорода, впоследствии участвует в боях за Лугу. С весны 1944 года поддерживает части, ведущие бои за расширение и удержание Нарвского плацдарма, участвует в Нарвской операции и Таллинской операции. Осенью 1944 года действует в ходе операции по освобождению островов Моонзундского архипелага. С окончанием операции до конца войны дислоцируется в Эстонии

## Подчинение
| Дата            | Фронт (округ)                                              | Армия               | Корпус                 | Дивизия                 | Примечания |
| --------------- | ---------------------------------------------------------- | ------------------- | ---------------------- | ----------------------- | ---------- |
| 22.06.1941 года | Дальневосточный фронт                                      | 25-я армия          | 39-й стрелковый корпус | 92-я стрелковая дивизия | -          |
| 01.07.1941 года | Дальневосточный фронт                                      | 25-я армия          | 39-й стрелковый корпус | 92-я стрелковая дивизия | -          |
| 10.07.1941 года | Дальневосточный фронт                                      | 25-я армия          | 39-й стрелковый корпус | 92-я стрелковая дивизия | -          |
| 01.08.1941 года | Дальневосточный фронт                                      | 25-я армия          | 39-й стрелковый корпус | 92-я стрелковая дивизия | -          |
| 01.09.1941 года | Дальневосточный фронт                                      | 25-я армия          | -                      | 92-я стрелковая дивизия | -          |
| 01.10.1941 года | Дальневосточный фронт                                      | 25-я армия          | -                      | 92-я стрелковая дивизия | -          |
| 01.11.1941 года | -                                                          | 4-я отдельная армия | -                      | 92-я стрелковая дивизия | -          |
| 01.12.1941 года | -                                                          | 4-я отдельная армия | -                      | 92-я стрелковая дивизия | -          |
| 01.01.1942 года | Волховский фронт                                           | 4-я армия           | -                      | 92-я стрелковая дивизия | -          |
| 01.02.1942 года | Волховский фронт                                           | 59-я армия          | -                      | -                       | -          |
| 01.03.1942 года | Волховский фронт                                           | 59-я армия          | -                      | -                       | -          |
| 01.04.1942 года | Волховский фронт                                           | 59-я армия          | -                      | -                       | -          |
| 01.05.1942 года | Ленинградский фронт (Группа войск Волховского направления) | 59-я армия          | -                      | -                       | -          |
| 01.06.1942 года | Ленинградский фронт (Волховская группа войск)              | 4-я армия           | -                      | -                       | -          |
| 01.07.1942 года | Волховский фронт                                           | 4-я армия           | -                      | -                       | -          |
| 01.08.1942 года | Волховский фронт                                           | 4-я армия           | -                      | -                       | -          |
| 01.09.1942 года | Волховский фронт                                           | 8-я армия           | -                      | -                       | -          |
| 01.10.1942 года | Волховский фронт                                           | 2-я ударная армия   | -                      | -                       | -          |
| 01.11.1942 года | Волховский фронт                                           | 8-я армия           | -                      | -                       | -          |
| 01.12.1942 года | Волховский фронт                                           | 8-я армия           | -                      | -                       | -          |
| 01.01.1943 года | Волховский фронт                                           | 8-я армия           | -                      | -                       | -          |
| 01.02.1943 года | Волховский фронт                                           | 8-я армия           | -                      | -                       | -          |
| 01.03.1943 года | Волховский фронт                                           | 54-я армия          | -                      | -                       | -          |
| 01.04.1943 года | Волховский фронт                                           | 8-я армия           | -                      | -                       | -          |
| 01.05.1943 года | Волховский фронт                                           | 8-я армия           | -                      | -                       | -          |
| 01.06.1943 года | Волховский фронт                                           | 8-я армия           | -                      | -                       | -          |
| 01.07.1943 года | Волховский фронт                                           | 8-я армия           | -                      | -                       | -          |
| 01.08.1943 года | Волховский фронт                                           | 8-я армия           | -                      | -                       | -          |
| 01.09.1943 года | Волховский фронт                                           | 8-я армия           | -                      | -                       | -          |
| 01.10.1943 года | Волховский фронт                                           | 4-я армия           | -                      | -                       | -          |
| 01.11.1943 года | Волховский фронт                                           | 59-я армия          | -                      | -                       | -          |
| 01.12.1943 года | Волховский фронт                                           | 59-я армия          | -                      | -                       | -          |
| 01.01.1944 года | Волховский фронт                                           | 59-я армия          | -                      | -                       | -          |
| 01.02.1944 года | Волховский фронт                                           | 59-я армия          | -                      | -                       | -          |
| 01.03.1944 года | Ленинградский фронт                                        | 8-я армия           | -                      | -                       | -          |
| 01.04.1944 года | Ленинградский фронт                                        | 54-я армия          | -                      | -                       | -          |
| 01.05.1944 года | Ленинградский фронт                                        | 8-я армия           | -                      | -                       | -          |
| 01.06.1944 года | Ленинградский фронт                                        | 8-я армия           | -                      | -                       | -          |
| 01.07.1944 года | Ленинградский фронт                                        | 8-я армия           | -                      | -                       | -          |
| 01.08.1944 года | Ленинградский фронт                                        | 2-я ударная армия   | -                      | -                       | -          |
| 01.09.1944 года | Ленинградский фронт                                        | 8-я армия           | -                      | -                       | -          |
| 01.10.1944 года | Ленинградский фронт                                        | -                   | -                      | -                       | -          |
| 01.11.1944 года | Ленинградский фронт                                        | 8-я армия           | -                      | -                       | -          |
| 01.12.1944 года | Ленинградский фронт                                        | 8-я армия           | -                      | -                       | -          |
| 01.01.1945 года | Ленинградский фронт                                        | 8-я армия           | -                      | -                       | -          |
| 01.02.1945 года | Ленинградский фронт                                        | 8-я армия           | -                      | -                       | -          |
| 01.03.1945 года | Ленинградский фронт                                        | 8-я армия           | -                      | -                       | -          |
| 01.04.1945 года | Ленинградский фронт                                        | 8-я армия           | -                      | -                       | -          |
| 01.05.1945 года | Ленинградский фронт                                        | 8-я армия           | -                      | -                       | -          |

## Командиры
- подполковник Косенко
- подполковник Темпер Михаил Юрьевич

## Награды и наименования
| Награда        | Дата       | За что получена                 |
| -------------- | ---------- | ------------------------------- |
| «Новгородский» | 21.01.1944 | За отличия при взятии Новгорода |